# حامد صابر
حامد صابر باغی (زادهٔ ۸ اردیبهشت ۱۳۵۹، بندرعباس)، مهندس کامپیوتر و فعال مدنی و سیاسی ایرانی است. او مدال‌آور بُرنز المپیاد کامپیوتر کشوری در سال ۱۳۷۶ و فعال حوزهٔ نرم‌افزار و سخت‌افزار کامپیوتر است. 

## زندگی، تحصیل و تدریس
حامد صابر از سال ۱۳۷۳ تا ۱۳۷۷ دانش‌آموز دبیرستان علامه حلی تهران بوده‌ست. او فارغ‌التحصیل کارشناسی مهندسی کامپیوتر، گرایش سخت‌افزار دانشگاه شریف است. او از سال ۱۳۷۹ تا سال ۱۳۸۱ در دانشکدهٔ ریاضیات و علوم کامپیوتر دانشگاه خواجه نصیرالدین طوسی مشغول به تدریس بوده‌است.
او از سال ۱۳۷۸ تا کنون فعالیت گسترده‌ای به عنوان عکاس آماتور داشته است. او همچنین بنیان‌گذار و گرداننده شرکت سروش فرا فناوری (منحل‌شده در ۱۳۹۸) بود.

## فعالیت‌ها
او از مخالفان سانسور اینترنت در سطح یک کشور بوده‌است و در این زمینه فعالیت‌هایی نیز داشته؛ مانند افزونه‌ای که در گذشته برای دور زدن فیلتر سایت فلیکر برای مرورگر فایرفاکس نوشته‌است. عکاسی از علاقمندی‌های جدی اوست. عکس‌های او از تجمعات جنبش سبز ایران در سطح جهانی مورد توجه قرار گرفته و یکی از عکس‌های او بر جلد شمارهٔ ۲۶ سال ۲۰۰۹ مجلهٔ اشپیگل چاپ شده‌است.

## بازداشت‌ها و زندان
در سال ۱۳۷۸، حامد صابر به عنوان فعال دانشجویی به مدت دو روز و یک شب در بازداشت وزارت اطلاعات بود که با دخالت و ضمانت رئیس وقت دانشگاه شریف، سهراب‌پور، آزاد گردید. چهار روز پس از انتخابات سال ۱۳۸۸ به علت عکاسی خبری بازداشت شد و پس از مدت کوتاهی آزاد شد.
در شامگاه ۲۶ خرداد ۱۳۸۸ در میدان ونک بازداشت و پس از بازجویی، صبح ۲۷ خرداد با دوربین‌ها و وسایلی که از او ضبط شده بود آزاد شد. سپس مجدداً در هفتم تیرماه ۱۳۸۸ در مقابل مسجد قبا در حال فیلم‌برداری از صحنه بازداشت ترانه موسوی بازداشت شد و دوربین وی برای همیشه توقیف شد.
در ۳۱ خرداد ۱۳۸۹ نیروهای امنیتی به خانهٔ او مراجعه کردند و پس از تفتیش منزل، دوربین او را ضبط کردند و او را همراه خود بردند. حامد ۳۶ روز از پنجاه روز بازداشتش را در انفرادی گذراند و طی این مدت گاهی مجرمان جرایم غیر سیاسی خطرناک را نیز با او در یک سلول زندانی کردند. او باقی زمان بازداشتش را در سلول عمومی گذراند.
در ۲۳ تیر ۱۳۸۹، مدتی بعد از بازداشت خرداد ۱۳۸۹، جمعی از نخبگان علمی و استادان دانشگاه‌های معتبر داخل و خارج از کشور با انتشار بیانیه‌ای خواستار آزادی او شدند. همچنین عکاسان فعال در سایت فلیکر نیز با تدوین نامه‌ای نسبت به شرایط حامد اظهار نگرانی کرده و خواستار آزادی او شدند. او در دادگاه بدوی به قضاوت قاضی پیرعباس در شعبهٔ ۲۶ دادگاه انقلاب تهران، به ۷ سال حبس تعزیری محکوم شد که این حکم در دادگاه تجدید نظر در دادگاه شعبه ۳۶ دادگاه‌های تجدید نظر تهران، مستقر در مجتمع دادگاهی انقلاب، توسط قاضی صابری ظفرقندی ابتدا به تبرئه تبدیل شده و حکم برای تایپ ارسال شد، اما بعد با دخالت وزارت اطلاعات و رئیس دادسرای انقلاب به سه سال و نیم حبس تعلیقی تغییر کرد.
مصادیقی که برای مجرم نشان دادن صابر در حکم او از آن‌ها نام برده شده بود مواردی همچون ایجاد گروهک اینترنتی سمپاد که مخفف «سازمان ملی پرورش استعدادهای درخشان» است که یک مکان مجازی غیر سیاسی برای ارتباط داشتن افراد تیزهوش و استعدادهای درخشان در حوزه سایبری است.
چند روز بعد از دستگیری حامد وزیر اطلاعات وقت در مصاحبه‌ای اعلام کرد سرخط روابط عمومی فتنه دستگیر شده است. اما آنچه بعد از بازجویی و تلاش پی در پی وزارت اطلاعات به دست آمد فقط عکس های حامد از حوادث رخ داده بود که او نامش را ذیل همه تصاویر یادداشت کرده بود. او ۱۸ مردادماه سال ۱۳۸۹ به قید وثیقه آزاد شد.
در سال ۱۴۰۱ در جریان بازداشت‌های گستردهٔ پس از مرگ مهسا امینی، حامد صابر را در بامداد ۱۷ آبان بازداشت کردند. این بار نیز بازداشت او همراه با تفتیش منزل و ضبط وسایل الکترونیکی در حضور فرزندش بود. در بازجویی‌های اولیه علت بازداشت حامد فعالیتش در فضای مجازی، به خصوص توییتر، عنوان شده و اتهام وارده نیز «فعالیت تبلیغی علیه نظام جمهوری اسلامی» است. حامد ابتدا برای بازجویی‌های اولیه در بازداشت سازمان اطلاعات فراجا (سافا) بود و سپس (آذر ۱۴۰۱) به زندان فشافویه منتقل شد، و تا زمان آزادی موقت به قید وثیقه در تاریخ ۷ دی در همان زندان نگهداری شد.
در شامگاه پنج‌شنبه ۲۳ شهریور ۱۴۰۲ او برای چندمین بار توسط نیروهای امنیتی در تهران بازداشت و به مکان نامعلومی منتقل شد. وی در روز شنبه ۱۵ مهر با تودیع وثیقه ۲ میلیارد تومانی به طور موقت از زندان اوین آزاد شد.